# Aeroporto di Alghero-Fertilia

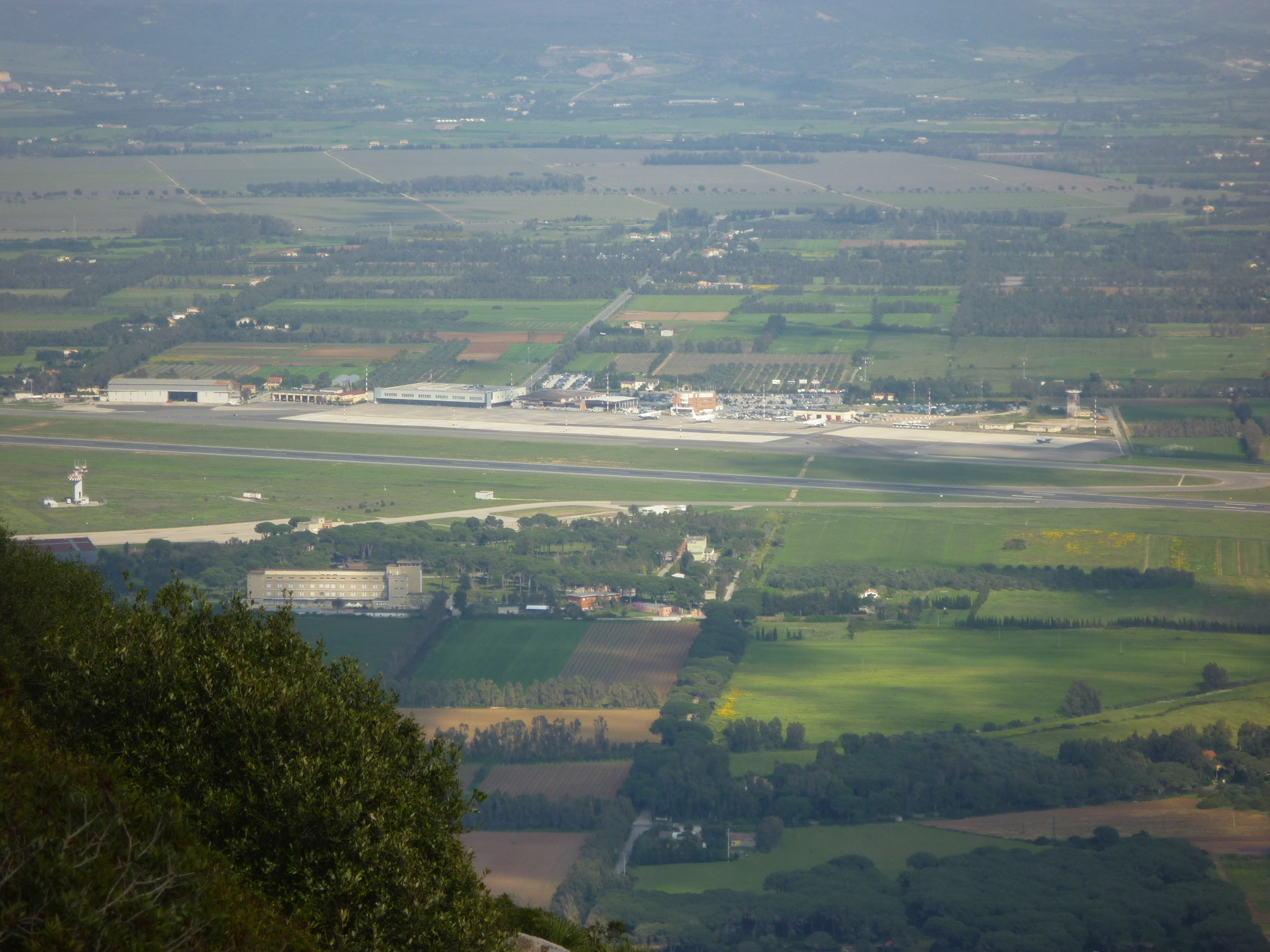
Vista dell'aeroporto da Monte Doglia.

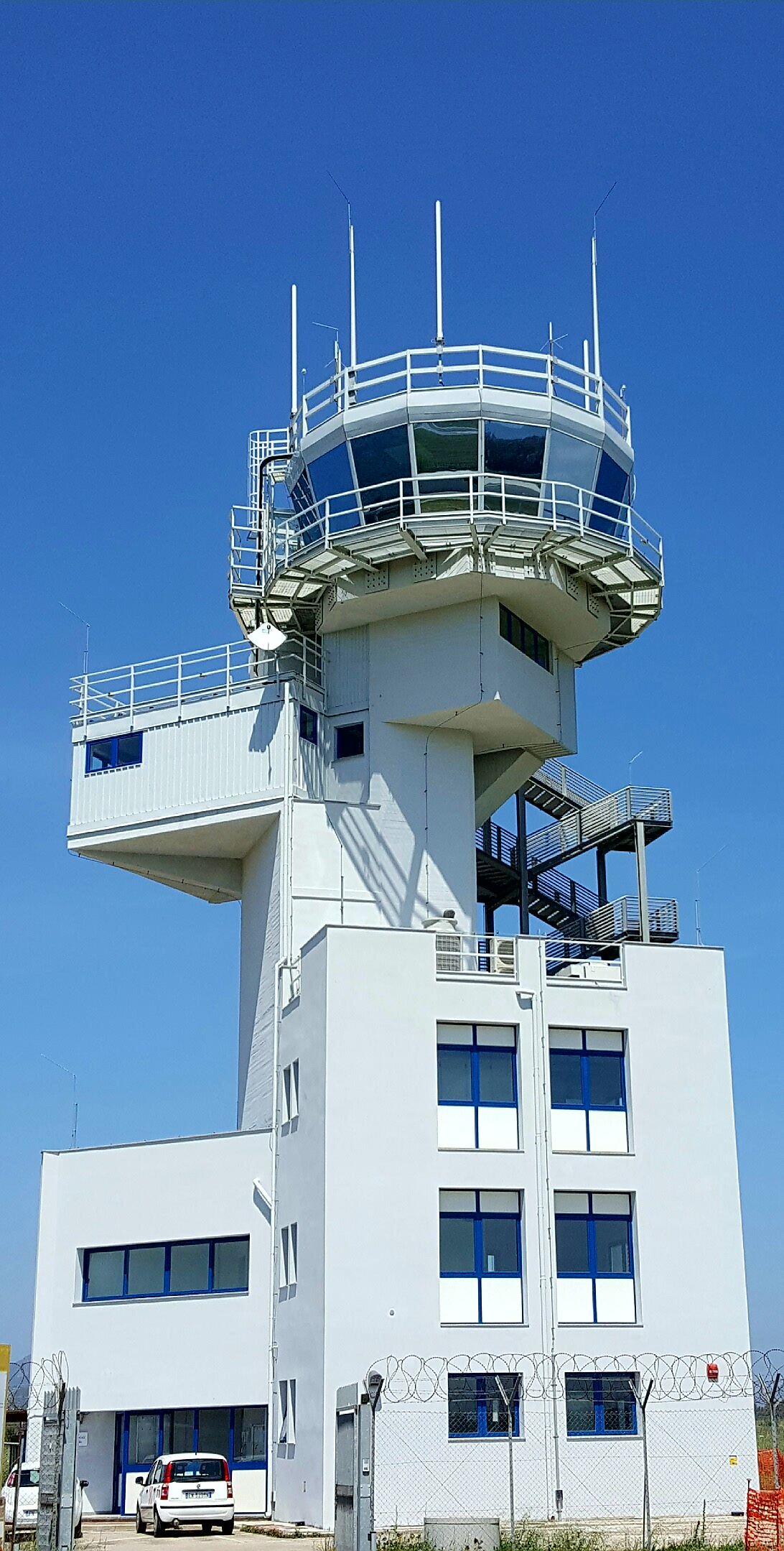
Torre di controllo ENAV ristrutturata nel 2016.

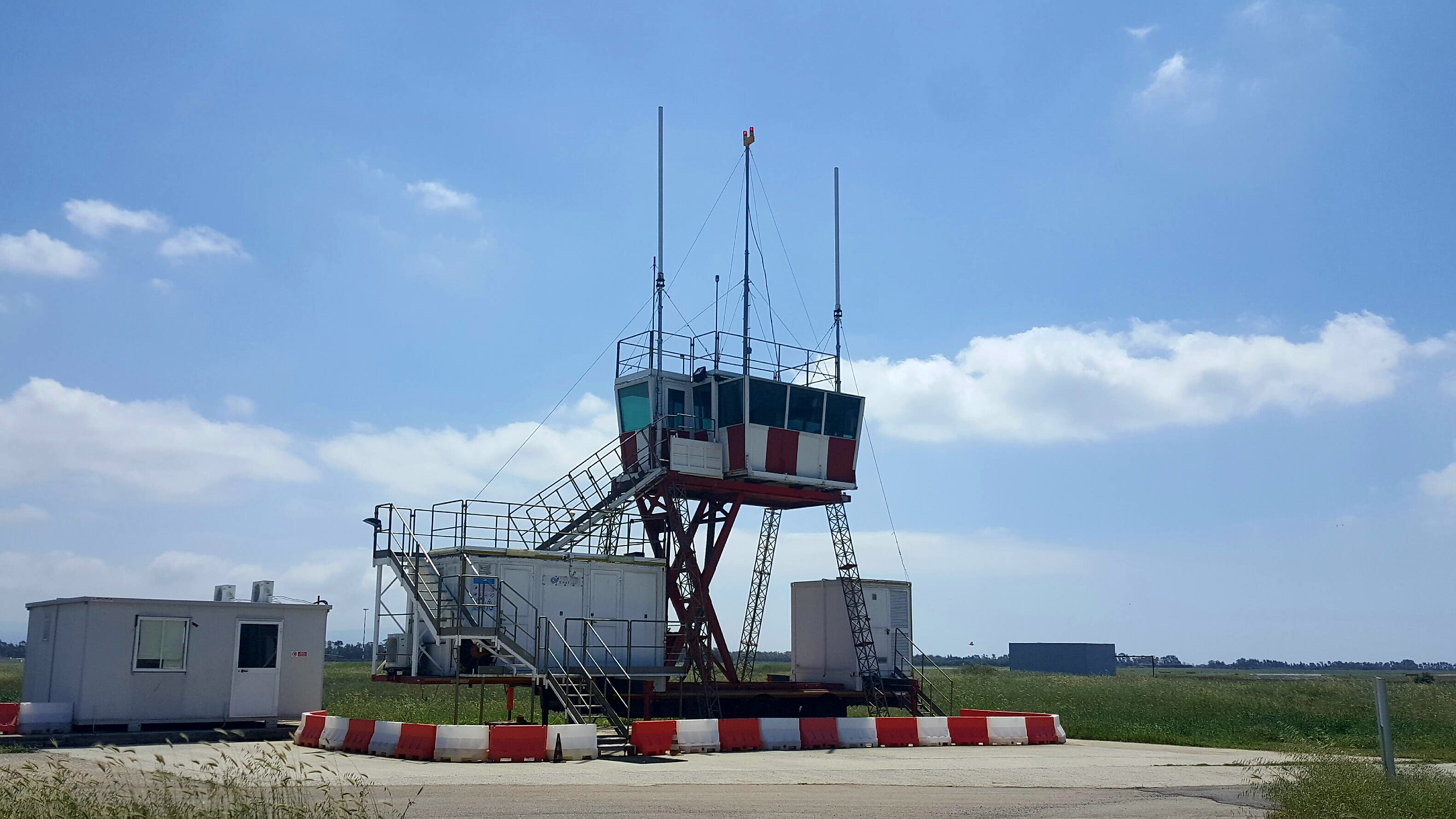
Torre di controllo mobile ENAV in servizio all'Aeroporto durante la ristrutturazione della torre di controllo nel 2016.

L'Aeroporto di Alghero-Fertilia "Riviera del Corallo" (IATA: AHO, ICAO: LIEA) è un'infrastruttura della Sardegna  situata nelle vicinanze di Fertilia, a nord di Alghero. L'aeroporto è ubicato nella zona meridionale della Nurra, pianura della zona nord-occidentale dell'isola. Si tratta di una struttura aperta al traffico di linea nazionale e internazionale, con una capacità annua di circa 3.500.000 passeggeri, ed è dotata di un osservatorio meteorologico. Nel 2011 è stato il 21º aeroporto d'Italia per numero di passeggeri.
Il 30 marzo 2009, inoltre, è diventato la quarta base operativa italiana della compagnia irlandese Ryanair, che collega l'aeroporto con diverse destinazioni nazionali ed europee.

## Storia
Lo scalo venne inaugurato nel marzo del 1938 come aeroporto militare, ma fu durante la seconda guerra mondiale che venne dotato della prima vera pista lunga 700 metri in terra battuta.
Il 1º luglio 1939 vi rinasce l'8º Stormo, che vi resta fino al 10 giugno 1940 per tornare dalla metà di settembre dello stesso anno fino all'aprile 1941.
Al 10 giugno 1940 vi operava il 19º Gruppo Autonomo Combattimento (XIX Gruppo) che volava sui Breda Ba.88 con la 100ª Squadriglia, 101ª Squadriglia e 102ª Squadriglia per l'Aeronautica della Sardegna - ASAR.
Negli anni successivi alla guerra, la pista venne allungata e migliorata così come le vie di rullaggio.
Durante i primi anni sessanta le attività civili si spostarono sul lato est e un vecchio hangar S100 fu utilizzato come aerostazione passeggeri, ma risale al 1971 il primo vero terminal passeggeri. A metà degli anni settanta la pista venne portata agli attuali 3000 metri.
Nel 1980 la compagnia Alitalia istituì presso l'aeroporto la "Scuola di volo di Alghero", cresciuta nel corso degli anni fino al massimo del 1994 di 60 addetti e garantendo una formazione di 100 piloti l'anno, contestualmente alla diversificazione delle attività in aerotaxi e manutenzioni. Dal 2001 Alitalia ha provveduto a un ridimensionato del complesso a 25 dipendenti e il 20 marzo 2003 ha comunicato la chiusura della scuola.
Nell'agosto 1997 iniziò a operare la compagnia regionale ItalAir, che aveva il fulcro delle sue attività proprio sullo scalo algherese. Gli ATR42-300 iniziarono a operare giornalmente tutto l'anno per Pisa, Genova e Bologna. Nel gennaio del 1998 l'ATR 42 EI-COC proveniente da Pisa fu sbalzato fuori pista a causa del forte vento. Non ci furono gravi conseguenze per gli occupanti, ma l'aereo fu considerato irrecuperabile. Nei primi mesi successivi la compagnia rivide l'operativo in attesa dell'arrivo di altri aeromobili, sino a riprendere e aggiungere frequenze. Ai consolidati voli per Pisa, Bologna e Genova si aggiunsero Roma Fiumicino, Verona e Venezia, oltre che un volo per Barcellona El Prat nella stagione invernale 1999-2000. I collegamenti cessarono del tutto nella stagione estiva 2000.
Nel 2007 si ipotizzò la riapertura della scuola di volo da parte di una azienda (non citata) che avrebbe acquistato i simulatori di volo presenti in aeroporto e un aereo di tipo Piper Cheyenne.
Alla fine di febbraio 2006 si sono verificati dei contrasti fra il Comune di Sassari e quello di Alghero sulla denominazione dello scalo, ora chiamato Alghero-Riviera del Corallo o Alghero-Fertilia. Secondo l'amministrazione sassarese infatti, la denominazione doveva essere Sassari-Alghero, che fu la denominazione utilizzata da Alitalia per pubblicizzare i primi voli (in realtà la denominazione di Alitalia era Alghero/Sassari). La questione risultò essere una boutade politica, che si risolse con un nulla di fatto.
La più diffusa è la denominazione (riconosciuta dall'ENAV e dalle autorità aeree internazionali) Alghero-Fertilia e la società di gestione dello scalo sostiene il nome commerciale Alghero-Riviera del Corallo.
L'aerostazione è stata recentemente rinnovata e ampliata, moltiplicando la volumetria iniziale grazie a un nuovo terminal, che ha permesso di dedicare provvisoriamente il precedente ai soli servizi ai viaggiatori, in attesa del radicale intervento di ristrutturazione che vedrà la vecchia aerostazione trasformarsi in un centro commerciale.
Il 23 novembre 2007 lo scalo è stato affidato in gestione totale alla SO.GE.A.AL., per un periodo di 40 anni.
Il 9 aprile 2008, sono state inaugurate, alla presenza delle autorità civili, militari e del vescovo della diocesi di Alghero-Bosa Giacomo Lanzetti, le nuove sale partenze e arrivi. Con questi lavori le aree usufruibili dell'aerostazione sono passate da 8000 m2 circa a 14000 m2, senza ulteriore costruzione di fabbricati.
Il 30 marzo 2009, alla presenza del sindaco della città Marco Tedde, del presidente e del direttore generale della SO.GE.A.AL. Gavino Sini e Umberto Borlotti, nonché degli assessori regionali ai Trasporti e al Turismo Liliana Lorettu e Sebastiano Sannittu, lo scalo algherese è diventato hub Ryanair: nell'aerostazione sosteranno due aeromobili con rispettivi equipaggi.
In agosto 2009 Ryanair blocca la vendita da ottobre dello stesso anno gli storici collegamenti con Francoforte e Madrid, oltre ai numerosi stop dei voli stagionali, ma poi la questione si risolve e le due rotte non vengono chiuse. A gennaio 2010 Ryanair chiede un ingente somma di denaro agli enti locali per il mantenimento dei collegamenti esistenti. Dopo il rifiuto di questi, il mese dopo la compagnia annuncia il taglio di sette rotte da e per lo scalo catalano. Con un nuovo intervento dell'amministrazione locale i tagli si riducono con la riapertura di una rotta e l'entrata di due nuove e si sottoscrivono accordi con nuove compagnie aeree quali Meridiana e Alitalia. Il monopolio che Ryanair aveva da anni su Alghero si conclude. Nonostante la presenza di nuove compagnie sul suolo algherese, l'aeroporto ha visto da aprile un continuo calo dei passeggeri in transito. Inoltre Alitalia, a meno di una settimana dall'avvio dei nuovi collegamenti per Barcellona, Parigi e Bruxelles, ha ridotto il numero di frequenze delle tratte, per via dei pessimi load-factor.
A causa delle indecisioni sulla nuova Continuità Territoriale Sarda, Alitalia comunica a ottobre 2012 che, con l'inizio della stagione invernale 2012-2013, verranno cancellati i collegamenti per Torino e Bologna. Inoltre, venne ridotto a sole 4 frequenze settimanali il collegamento per Milano-Linate. Meridiana, il 31 ottobre 2012, risponde alle chiusure di Alitalia attivando i collegamenti previsti dalla continuità territoriale per Milano-Linate, Torino e Bologna, assieme ad altri due nuovi collegamenti: Verona e Napoli, quest'ultimo cancellato dopo pochi mesi. Alla fine dell'estate 2013, Meridiana annuncia il suo disimpegno verso il Riviera del Corallo, cancellando definitivamente tutte le rotte. Parte di esse sono state nuovamente affidate ad Alitalia (Milano-Linate e Torino, quest'ultimo solo stagionale), mentre le altre rotte (Bologna e Verona) sono state momentaneamente sospese.
Dal 27 ottobre 2013, con l'entrata in vigore della nuova Continuità Territoriale Sarda, la compagnia aerea Livingston collega lo scalo algherese con l'Aeroporto di Roma-Fiumicino, rotta operata in passato da Alitalia. La compagnia, a seguito di una conferenza tenutasi nell'aeroporto di Alghero nei primi giorni di novembre, ha annunciato che il Riviera del Corallo è diventato la sua quinta base operativa, dopo quelle di Milano-Malpensa, Roma-Fiumicino, Rimini e Verona. Ma il 29 aprile 2014 la Regione Autonoma della Sardegna ha deciso di revocare la tratta Alghero-Roma-Fiumicino alla New Livingston per "gravi inadempienze", riaffidandola ad Alitalia, seconda classificata nel bando di gara per la Continuità Territoriale Sarda. Dunque, a partire dal 4 maggio 2014, con il volo Roma-Fiumicino-Alghero delle 21:25, Alitalia ritorna così a operare la tratta in regime di continuità territoriale. Il 29 aprile 2014, Livingston, presentando un ricorso al TAR del Lazio, ottiene la sospensiva del provvedimento della Regione Autonoma della Sardegna. Il 15 maggio 2014, il TAR del Lazio si dichiara incompetente nella materia e manda gli atti al TAR della Sardegna che, il 29 maggio dello stesso anno, conferma la decadenza della New Livingston dal servizio di continuità territoriale sull'Alghero-Roma-Fiumicino. Anche il Consiglio di Stato rigetta il ricorso della compagnia milanese, permettendo così ad Alitalia di operare nuovamente sulla tratta.
Successivamente, il 7 ottobre 2014, New Livingston comunica all'ENAC, l'Ente Nazionale per l'Aviazione Civile, la sospensione di tutti i voli, a causa del crollo del turismo, soprattutto del segmento vacanziero verso l'Egitto e il bacino del Mediterraneo, che ha subito un tracollo dopo la Primavera Araba e la conseguente instabilità dell'area, e la drastica riduzione di domanda per le rotte verso la Russia a causa della crisi politica in corso. Di conseguenza, l'ENAC ha provveduto a sospendere la licenza di trasporto aereo della compagnia aerea.
Dal 27 ottobre al 6 novembre 2015 l'aeroporto è rimasto completamente chiuso al traffico aereo per consentire i lavori di rifacimento della pista di atterraggio e decollo. Durante questi giorni di lavori Ryanair ha spostato i voli internazionali al Costa Smeralda di Olbia e i nazionali al Mario Mameli di Cagliari, mentre Alitalia li ha cancellati.
Nel novembre 2015 Ryanair ha annunciato l'addio alla Sardegna e il conseguente taglio delle sue rotte da qui e da Cagliari.
Nel 2016 viene annunciato che la compagnia irlandese non lascia la base di Alghero, ma rimangano attive solo 5 rotte in attesa di ulteriori chiarimenti col governo sulla diminuzione delle tasse aeroportuali. A maggio 2016 si ha un primo accordo sulla stagione estiva 2016: Ryanair opererà 9 voli da e per il Riviera del Corallo, in attesa di una soluzione definitiva in modo da evitare la chiusura della base prevista per Ottobre/Novembre 2016 e programmare la stagione invernale.
Il 28 novembre 2016, all'undicesima proroga del bando per la privatizzazione dello scalo, per la prima volta un soggetto privato presenta un'offerta. Si tratta del fondo di investimenti F2i, che opera da tempo nel settore e detiene quote nelle società di gestione degli aeroporti di Linate, Malpensa, Bergamo, Torino, Bologna e Napoli.
Nel 2023 è stata inaugurata la nuova e più moderna area ritiro bagagli che conta 3 nastri di ritiro bagagli.

## Servizi aeroportuali
- Polizia di frontiera
- Ufficio doganale
- Biglietteria aerea
- Ufficio Informazioni e Promozione Turistica
- Pronto soccorso
- (Passeggeri a ridotta mobilità)
- Bancomat
- Distributore automatico di libri di cultura Sarda
- Bar e fast food
- Shopping e duty free
- Autobus
- Autonoleggio
- Parcheggio
- Wi-Fi gratuito

### Dati tecnici
| Banchi Check-in                                | 18                                |
| Finger                                         | Non dispone di finger             |
| Gates                                          | 8                                 |
| Massima Capacità Passeggeri                    | oltre 2.000.000 circa             |
| Aree Commerciali                               | 4 + 2 ristoranti/bar e 1 bancomat |
| Parcheggi                                      | 579                               |
| Parcheggi Aeroplani (incl. Aviazione Generale) | 17                                |
| Ritiro bagagli                                 | 3 nastri                          |

## Collegamenti stradali
Lo scalo è raggiungibile dalla città attraverso la Strada provinciale 42 dei Due Mari Alghero-Porto Torres e la diramazione Lu Fangal-Aeroporto (Nuova strada Anas 85 - del Calich), e dal resto della Sardegna lasciando la Strada statale 131 Carlo Felice e seguendo la Strada statale 291 della Nurra Sassari-Alghero. L'ARST gestisce linee di trasporto pubblico suburbano dirette da Alghero e Fertilia, ma anche extraurbane da Sassari, Cagliari (attraverso Oristano e Macomer) e Nuoro; in periodo estivo sono attivi collegamenti di azienda private anche da Stintino e Santa Teresa Gallura.

### Distanze stradali

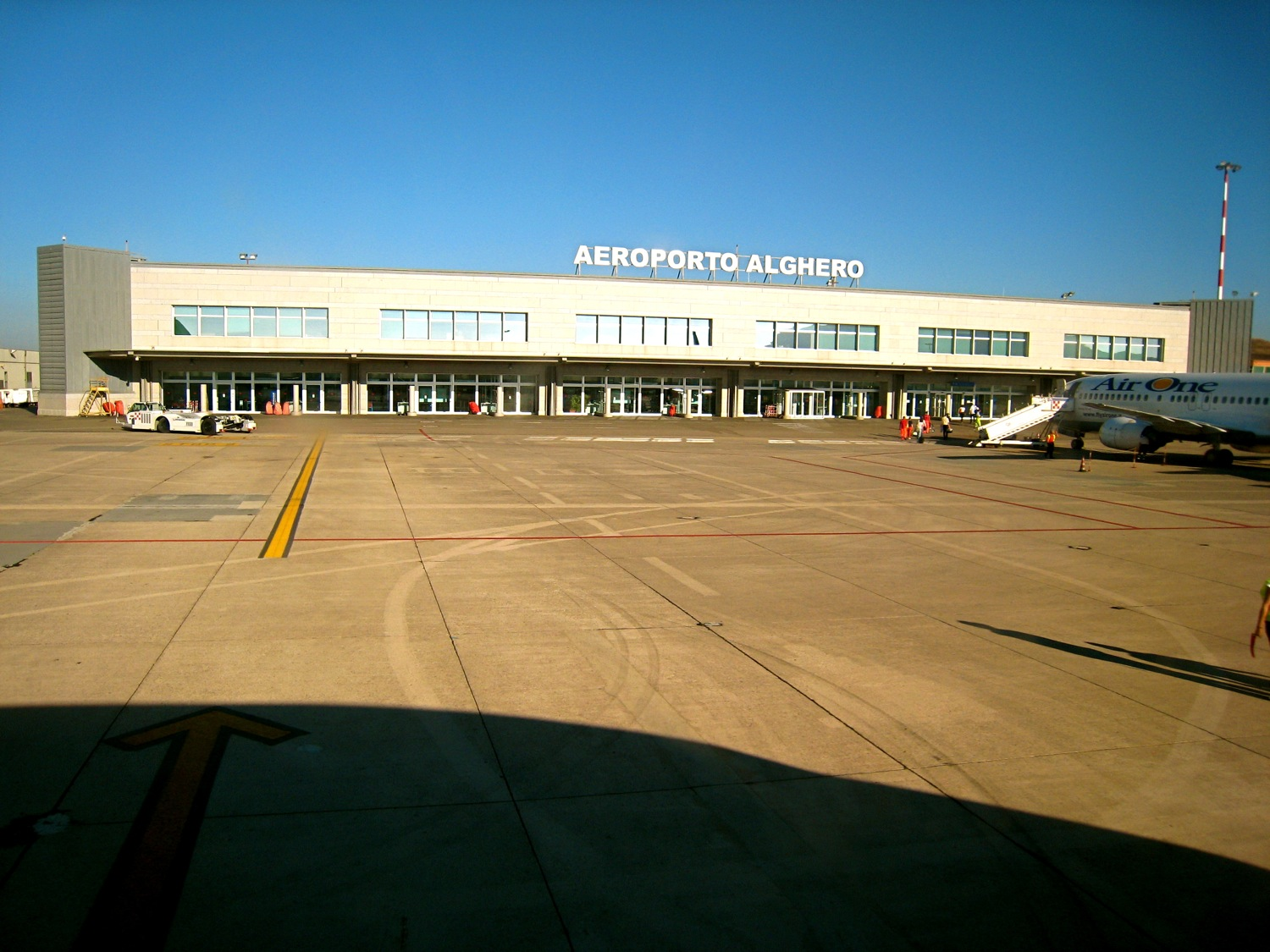
Il piazzale di sosta degli aeromobili.

- Fertilia — 6 km
- Alghero centro — 10,5 km
- Sassari — 25 km
- Porto Torres — 31 km
- Ittiri — 36 km
- Stintino — 48 km
- Bosa — 55 km
- Castelsardo — 60 km
- Ozieri — 75 km
- Olbia — 129 km
- Nuoro — 146 km
- Oristano — 149 km
- Cagliari — 240 km

## Dati di traffico
Questo grafico non è disponibile a causa di un problema tecnico.
Si prega di non rimuoverlo.
Vedi la query Wikidata di origine.

### Anni 1998-2007
|           | 1998    | 1999    | 2000    | 2001    | 2002    | 2003    | 2004    | 2005      | 2006      | 2007      |
| --------- | ------- | ------- | ------- | ------- | ------- | ------- | ------- | --------- | --------- | --------- |
| Gennaio   | 28.738  | 29.449  | 31.433  | 33.692  | 34.904  | 49.177  | 53.815  | 58.278    | 59.267    | 65.004    |
| Febbraio  | 26.132  | 26.598  | 27.085  | 32.449  | 41.075  | 44.009  | 58.445  | 53.584    | 56.554    | 61.181    |
| Marzo     | 29.967  | 32.550  | 32.236  | 37.356  | 52.769  | 52.523  | 48.259  | 73.473    | 23.333    | 77.908    |
| Aprile    | 37.662  | 41.091  | 44.765  | 50.091  | 58.651  | 67.145  | 78.359  | 82.056    | 90.139    | 102.306   |
| Maggio    | 48.766  | 49.303  | 52.978  | 60.238  | 63.625  | 78.794  | 88.229  | 101.077   | 103.823   | 110.481   |
| Giugno    | 61.423  | 68.338  | 77.007  | 83.951  | 83.247  | 95.844  | 106.029 | 118.931   | 116.913   | 138.458   |
| Luglio    | 70.551  | 78.742  | 92.203  | 89.927  | 99.705  | 103.867 | 119.840 | 130.685   | 135.958   | 155.429   |
| Agosto    | 92.116  | 90.193  | 99.864  | 96.491  | 105.676 | 109.066 | 118.539 | 130.462   | 131.334   | 160.511   |
| Settembre | 63.262  | 67.502  | 81.682  | 80.074  | 88.659  | 91.652  | 109.963 | 112.434   | 115.117   | 144.724   |
| Ottobre   | 39.425  | 41.892  | 49.498  | 47.998  | 72.599  | 70.448  | 89.609  | 86.327    | 94.232    | 116.976   |
| Novembre  | 29.133  | 29.724  | 35.814  | 33.498  | 50.449  | 59.697  | 60.744  | 63.621    | 68.029    | 80.318    |
| Dicembre  | 35.313  | 33.793  | 39.765  | 36.067  | 55.438  | 66.147  | 66.982  | 69.046    | 75.792    | 86.819    |
| TOTALE    | 562.488 | 589.175 | 664.330 | 681.832 | 806.797 | 888.369 | 998.811 | 1.079.843 | 1.070.494 | 1.300.115 |

### Anni 2008-2017
|           | 2008      | 2009      | 2010      | 2011      | 2012      | 2013      | 2014      | 2015      | 2016      | 2017      |
| --------- | --------- | --------- | --------- | --------- | --------- | --------- | --------- | --------- | --------- | --------- |
| Gennaio   | 75.982    | 65.711    | 72.705    | 77.596    | 75.971    | 70.095    | 64.980    | 79.895    | 83.295    | 58.960    |
| Febbraio  | 74.374    | 65.869    | 66.656    | 71.541    | 60.446    | 63.142    | 64.844    | 73.138    | 80.043    | 51.163    |
| Marzo     | 94.633    | 77.388    | 84.954    | 93.557    | 87.740    | 85.233    | 77.530    | 92.565    | 91.124    | 66.432    |
| Aprile    | 106.558   | 124.493   | 96.361    | 122.610   | 129.832   | 129.492   | 137.525   | 142.072   | 89.703    | 106.054   |
| Maggio    | 130.918   | 132.683   | 117.563   | 132.852   | 135.698   | 143.175   | 149.447   | 161.705   | 110.368   | 118.094   |
| Giugno    | 143.355   | 167.749   | 139.665   | 158.626   | 165.120   | 178.768   | 181.020   | 188.518   | 147.316   | 154.668   |
| Luglio    | 168.082   | 200.181   | 176.922   | 191.089   | 199.599   | 215.224   | 219.311   | 220.265   | 74.577    | 191.313   |
| Agosto    | 181.585   | 208.485   | 193.025   | 202.272   | 210.407   | 224.562   | 231.413   | 231.909   | 183.785   | 194.616   |
| Settembre | 143.439   | 172.797   | 150.076   | 160.327   | 168.251   | 176.386   | 187.353   | 191.503   | 149.364   | 154.473   |
| Ottobre   | 114.057   | 129.685   | 123.883   | 133.509   | 125.498   | 128.202   | 148.536   | 133.771   | 107.083   | 109.709   |
| Novembre  | 70.327    | 76.806    | 80.696    | 81.809    | 75.154    | 74.294    | 87.394    | 72.343    | 61.724    | 51.914    |
| Dicembre  | 77.551    | 85.169    | 85.711    | 88.466    | 85.445    | 75.335    | 90.021    | 90.283    | 68.021    | 64.280    |
| TOTALE    | 1.380.762 | 1.507.016 | 1.388.217 | 1.514.254 | 1.518.870 | 1.563.908 | 1.639.374 | 1.677.967 | 1.346.403 | 1.321.676 |

### Anni 2018-2024
|           | 2018      | 2019      | 2020    | 2021    | 2022      | 2023      | 2024      | Δ%      |
| --------- | --------- | --------- | ------- | ------- | --------- | --------- | --------- | ------- |
| Gennaio   | 53.407    | 55.609    | 67.877  | 13.810  | 43.754    | 73.081    | 59.566    | 18,5%   |
| Febbraio  | 47.636    | 50.860    | 71.066  | 14.029  | 53.973    | 56.774    | 57.500    | 1,3%    |
| Marzo     | 63.547    | 62.094    | 15.270  | 14.824  | 74.789    | 71.179    | 72.161    | 1,4%    |
| Aprile    | 104.879   | 105.060   | 0       | 18.152  | 121.362   | 119.641   | 144.812   | 21%     |
| Maggio    | 127.101   | 119.310   | 8       | 27.983  | 134.203   | 127.562   | 154.643   | 21,2%   |
| Giugno    | 167.482   | 164.798   | 18.524  | 78.007  | 174.835   | 177.335   | 198.730   | 12,1%   |
| Luglio    | 191.035   | 205.289   | 85.962  | 159.877 | 218.211   | 216.110   | 221.565   | 2,5%    |
| Agosto    | 200.619   | 212.079   | 135.394 | 191.627 | 226.242   | 203.483   | 220.839   | 8,5%    |
| Settembre | 167.916   | 158.595   | 73.547  | 138.842 | 188.638   | 186.006   | 203.331   | 9,3%    |
| Ottobre   | 115.426   | 111.484   | 40.974  | 112.257 | 146.208   | 134.262   | 143.815   | 7,1%    |
| Novembre  | 59.575    | 70.136    | 11.464  | 67.748  | 73.323    | 61.073    | 62.863    | 2,9%    |
| Dicembre  | 66.506    | 75.077    | 16.630  | 71.395  | 77.889    | 67.750    |           | Stabile |
| TOTALE    | 1.365.129 | 1.390.379 | 536.716 | 908.551 | 1.533.427 | 1.494.256 | 1.539.825 | 7,9%    |

1. ↑  L'aerostazione è rimasta chiusa per lavori dal 14 al 23 marzo 2004.
2. ↑  L'aerostazione è rimasta chiusa per lavori dal 18 al 24 marzo 2006.
3. 1 2  L'aerostazione è stata chiusa per lavori dal 27 ottobre al 6 novembre 2015.

| Posizione | Aeroporto                  | Passeggeri |
| --------- | -------------------------- | ---------- |
| 1         | Roma-Fiumicino, Lazio      | 318,699    |
| 2         | Milano-Linate, Lombardia   | 158,639    |
| 3         | Milano-Malpensa, Lombardia | 113,579    |
| 4         | Bologna, Emilia-Romagna    | 112,706    |
| 5         | Bergamo, Lombardia         | 111,542    |

### Merci
Dati espressi in tonnellate. L'aeroporto non disponendo di un locale merci non ha la certificazione per gestire Cargo in partenza. Il traffico Cargo si riferisce a cargo in arrivo di piccole quantità.
|                     | 2000  | 2001  | 2002  | 2003  | 2004  | 2005 | 2006 | 2007 | 2008  | 2009  | 2010  | 2011  | 2012  | 2013 | 2014  | 2015 | 2016 | 2017 | 2018 | Δ%  |
| ------------------- | ----- | ----- | ----- | ----- | ----- | ---- | ---- | ---- | ----- | ----- | ----- | ----- | ----- | ---- | ----- | ---- | ---- | ---- | ---- | --- |
| Gennaio             | 133   | 165   | 178   | 78    | 95    | 52   | 46   | 65   | 61    | 129   | 84    | 110   | 116   | 0,9  | 1     | 0,67 | 0.4  | 0,3  | 0,3  |     |
| Febbraio            | 133   | 168   | 149   | 90    | 74    | 57   | 51   | 52   | 72    | 147   | 99    | 110   | 112   | 0,8  | 1,9   | 0,83 | 0,6  | 0,2  | 0,3  | 63  |
| Marzo               | 152   | 175   | 106   | 97    | 50    | 60   | 24   | 60   | 54    | 157   | 136   | 126   | 145   | 0,6  | 0,0   | 0,38 | 0,4  | 0,5  | 0,1  | 75  |
| Aprile              | 126   | 161   | 100   | 95    | 94    | 48   | 51   | 48   | 56    | 146   | 119   | 133   | 120   | 1    | 0,7   | 1,73 | 0,6  | 0,6  | 0,1  | 75  |
| Maggio              | 169   | 199   | 116   | 111   | 82    | 54   | 49   | 64   | 57    | 145   | 127   | 135   | 145   | 1,2  | 0,7   | 0,5  | 0,7  | 0,7  | 0    | 100 |
| Giugno              | 179   | 199   | 117   | 105   | 102   | 53   | 60   | 64   | 60    | 147   | 129   | 137   | 135   | 6,6  | 7,5   | 1,5  | 1,4  | 1    | 0    | 100 |
| Luglio              | 210   | 193   | 130   | 134   | 207   | 73   | 21   | 68   | 73    | 176   | 139   | 141   | 143   | 6,8  | 9,5   | 1,8  | 1,2  | 0,9  |      |     |
| Agosto              | 187   | 178   | 112   | 102   | 138   | 72   | 61   | 71   | 158   | 129   | 111   | 134   | 126   | 7,5  | 7,4   | 1,6  | 1,2  | 1,5  |      |     |
| Settembre           | 190   | 175   | 119   | 118   | 107   | 64   | 62   | 83   | 183   | 168   | 138   | 142   | 148   | 6,2  | 7.5   | 1,6  | 1,3  | 1,1  |      |     |
| Ottobre             | 182   | 182   | 116   | 80    | 48    | 53   | 63   | 65   | 184   | 131   | 126   | 139   | 160   | 0,5  | 1,28  | 0,4  | 0,7  | 0,5  |      |     |
| Novembre            | 153   | 166   | 100   | 95    | 88    | 52   | 61   | 63   | 168   | 118   | 131   | 130   | 149   | 1,2  | 0,0   | 0,3  | 0,8  | 0,1  |      |     |
| Dicembre            | 149   | 150   | 97    | 99    | 115   | 55   | 60   | 71   | 182   | 109   | 108   | 143   | 138   | 0,2  | 0,44  | 1,0  | 0,4  | 0,3  |      |     |
| TOT                 | 1.963 | 2.111 | 1.440 | 1.204 | 1.200 | 693  | 609  | 774  | 1.308 | 1.702 | 1.447 | 1.580 | 1.637 | 33,6 | 38,77 | 11,3 | 9,6  | 7,6  | 0,8  | 75  |
| Fonte: Assaeroporti |       |       |       |       |       |      |      |      |       |       |       |       |       |      |       |      |      |      |      |     |

## Galleria d'immagini

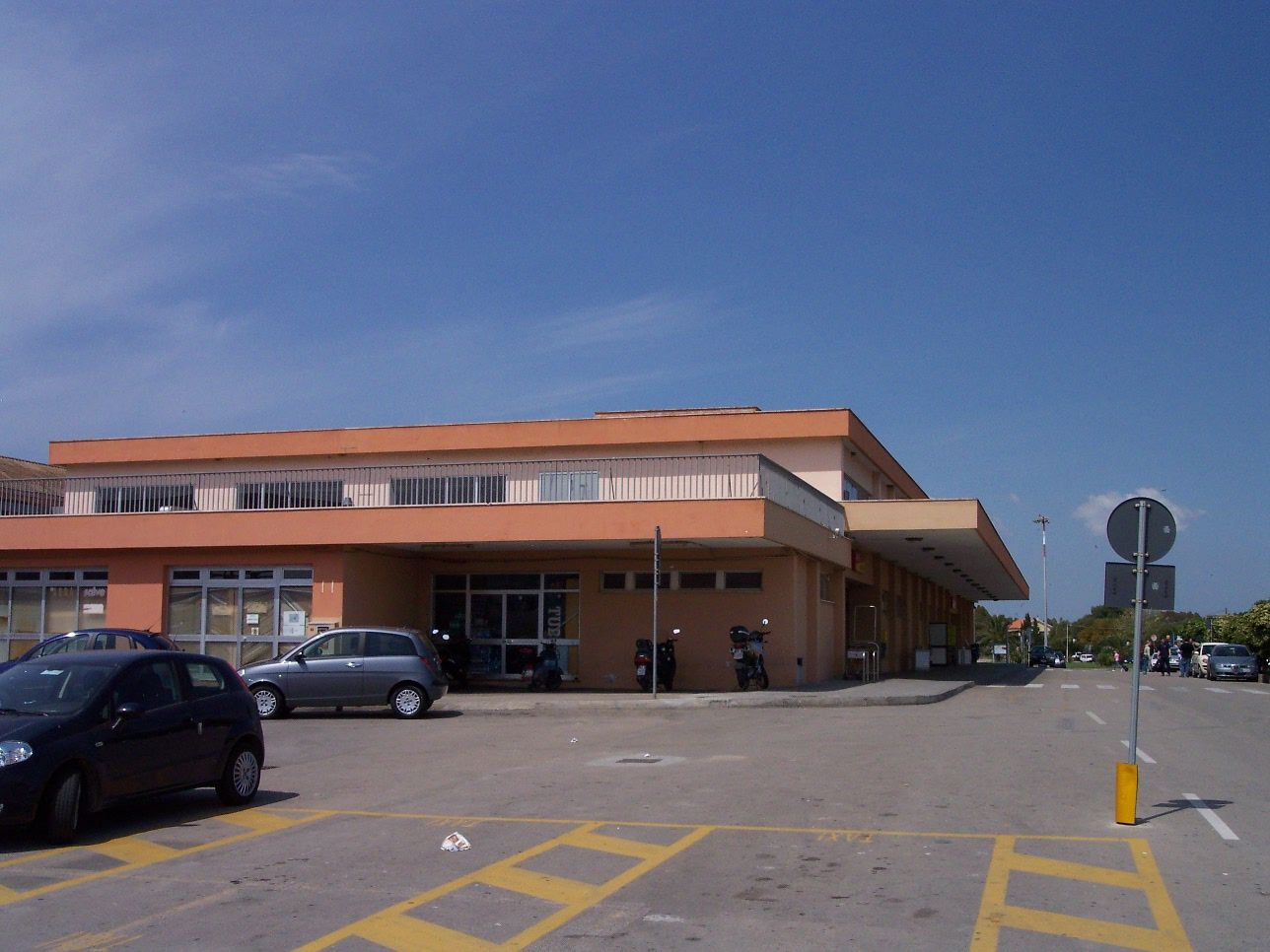
L'ala della vecchia aerostazione prima dei lavori di ristrutturazione
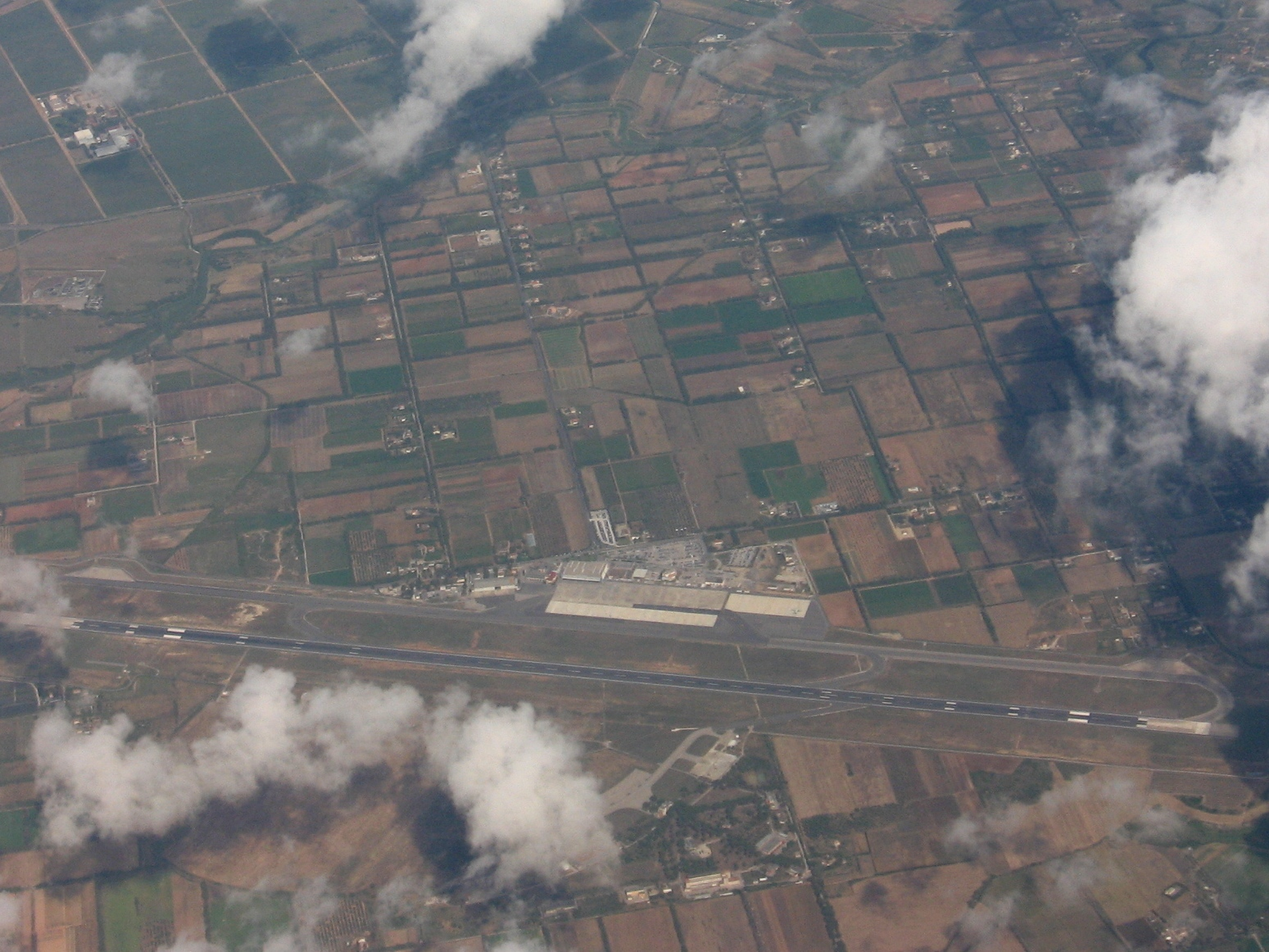
Vista aerea dell'aeroporto
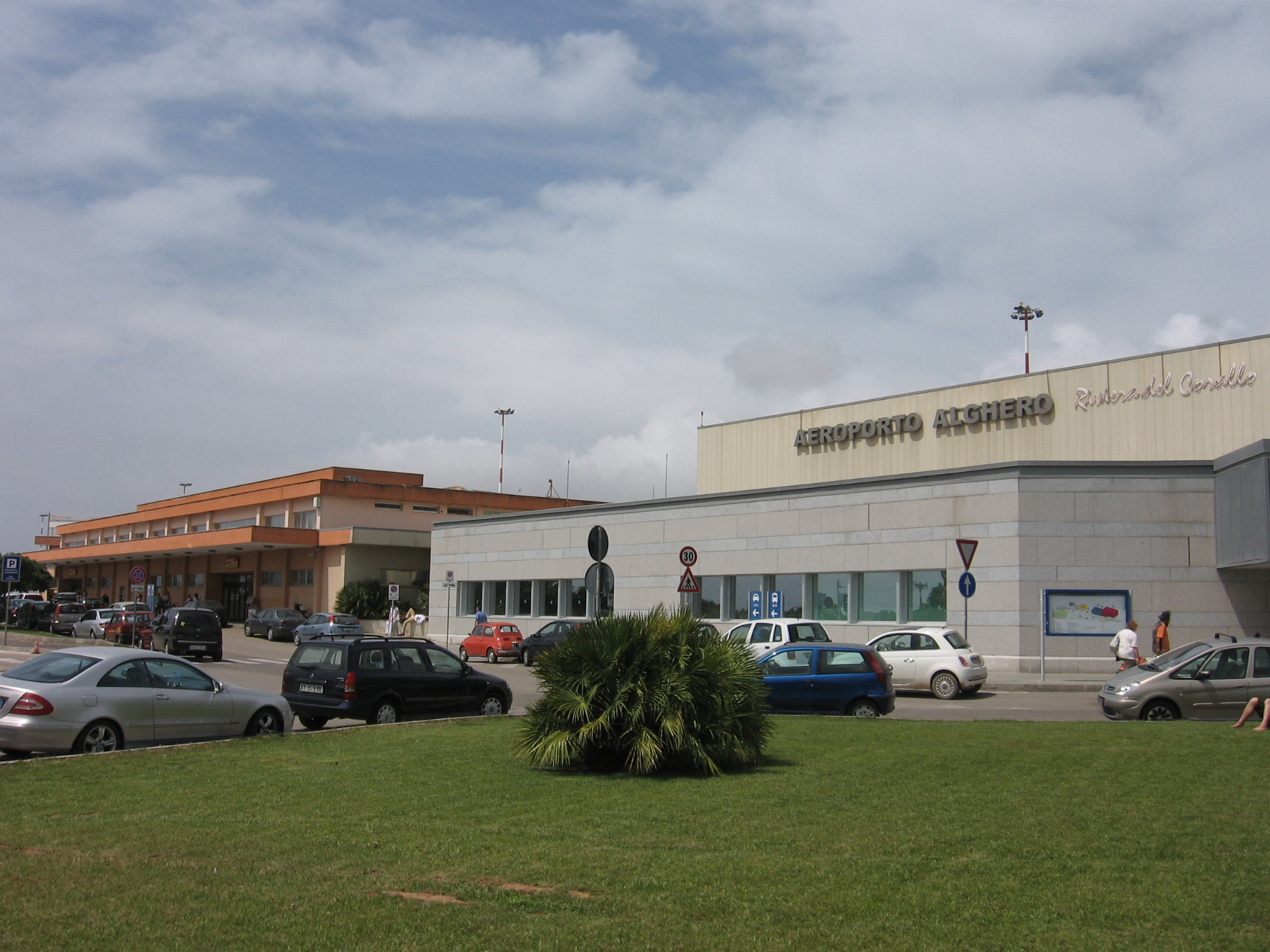
Parcheggio e ingresso principale dell'aeroporto
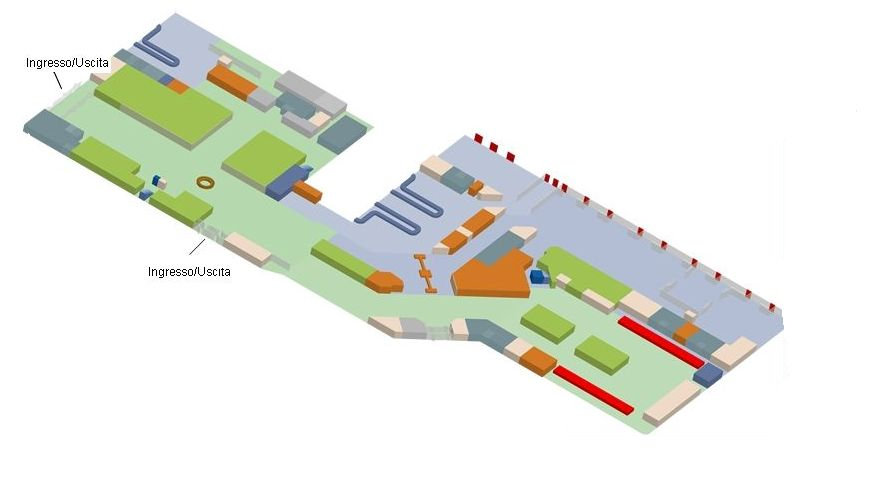
Vecchia mappa dell'aeroporto
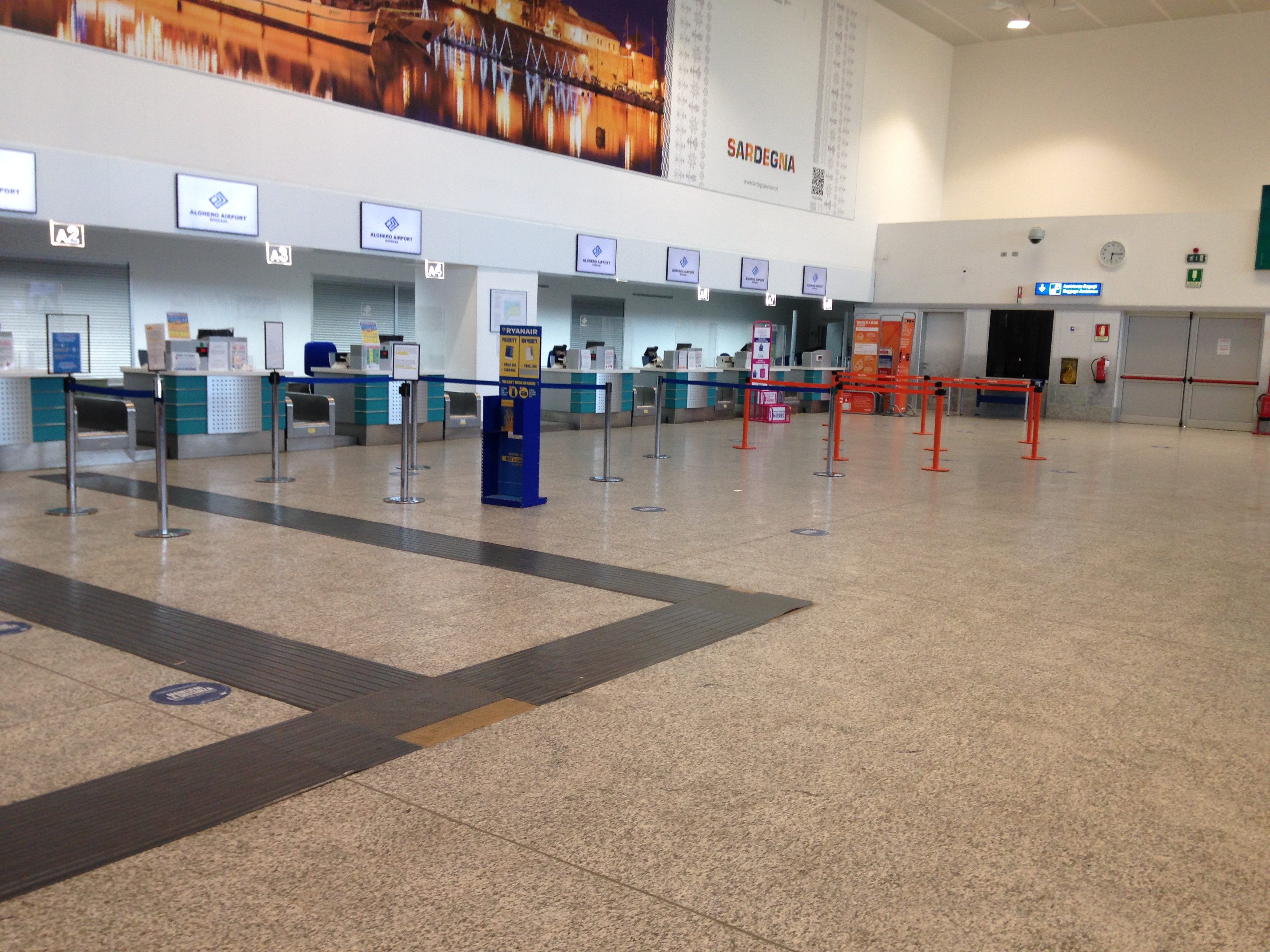
Banchi Check in
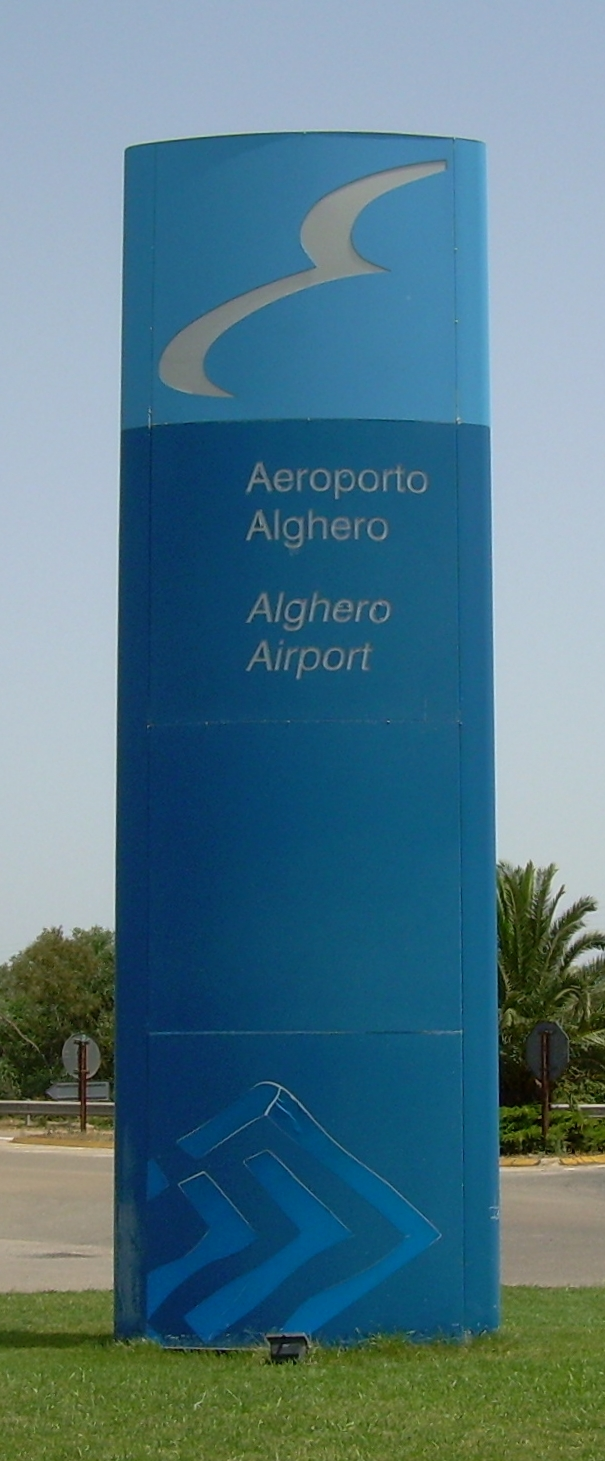
Il portale all'ingresso
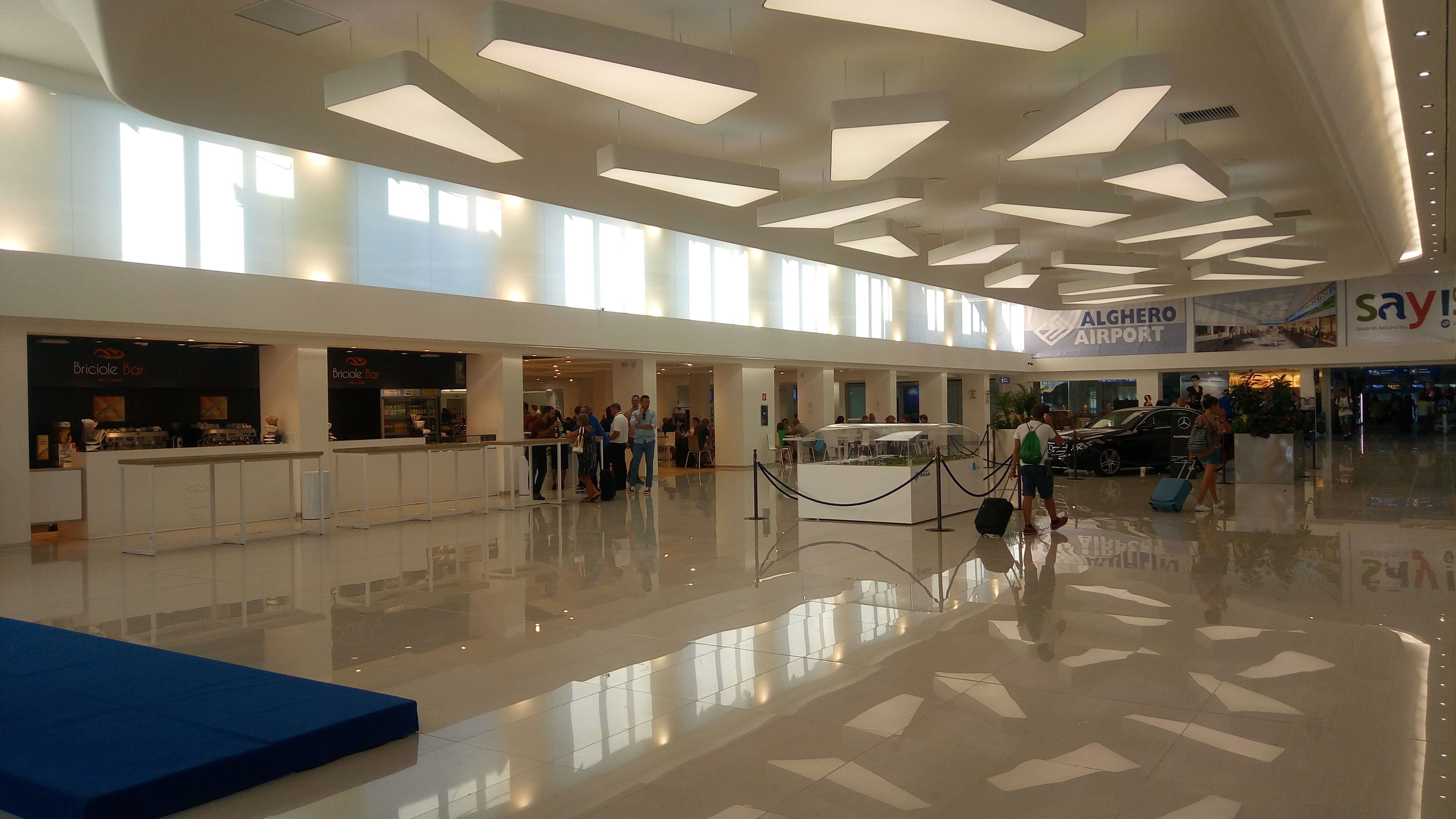
La nuova hall della vecchia ala dell'aeroporto inaugurata nel 2016